# Le Suicide français
Le Suicide français é um ensaio de 2014 do jornalista francês de extrema direita Éric Zemmour. Argumenta que o Estado-nação francês sofreu um declínio gradual desde a década de 1970, que Zemmour atribui principalmente ao aumento da imigração, do feminismo e do igualitarismo, bem como à erosão dos valores tradicionais. O livro também afirma que a França de Vichy tentou proteger os judeus franceses durante a Segunda Guerra Mundial, uma teoria que atraiu muitas críticas. Foi associado à literatura declinista pelos críticos.
O livro foi um sucesso comercial, vendendo mais de 500.000 cópias.

## Conteúdo
O livro é dividido em setenta e nove capítulos curtos. Cada capítulo é centrado numa data específica e narra um episódio individual  do suposto declínio da França, que serve de pano de fundo para os argumentos de Zemmour. O primeiro capítulo concentra-se em 9 de novembro de 1970, data da morte de Charles de Gaulle. Zemmour discute uma ampla gama de tópicos. Ele expressa críticas a muitos desenvolvimentos que afetaram a sociedade francesa e a economia francesa desde a década de 1970, incluindo controlo de natalidade, libertação sexual, direitos das mulheres, direitos dos homossexuais, aborto, comunitarismo muçulmano, estudos de género, política monetária, União Europeia, divórcio sem culpa, desconstrução e pós-estruturalismo, privatização, o euro, capitalismo de consumo americano, imigração da África, alimentos halal nas escolas, neoliberalismo e o fim da conscrição.

## França de Vichy
Numa série de capítulos sobre a França de Vichy, Zemmour — que é judeu argumentou que o governo do marechal Philippe Pétain tentou salvar os judeus franceses durante a Segunda Guerra Mundial, optando por sacrificar judeus estrangeiros ao poder de ocupação nazi. Zemmour atacou especificamente o trabalho do historiador Robert Paxton, cuja bolsa de estudos, segundo ele, incutiu um sentimento de culpa coletiva entre o povo francês. Esta teoria atraiu críticas generalizadas: os críticos notaram que o argumento de Zemmour contradizia a compreensão académica predominante da França de Vichy e era geralmente considerado uma teoria marginal. O The New York Times observou que a França de Vichy havia enviado mais de 72.500 para a morte e que "de 1942 em diante, não há evidências de que o regime de Vichy tentou proteger os judeus franceses. Ela colaborou com os nazis para reunir judeus, fossem estrangeiros ou franceses". De acordo com a BBC, as ideias de Zemmour ecoavam a crença ilusória do pós-guerra, agora comummente referida como a teoria da "espada e escudo", de que Pétain e De Gaulle estavam agindo tacitamente em conjunto para proteger a França.
Robert Paxton respondeu a Zemmour num artigo de opinião publicado no Le Monde.

## Recepção
Numa resenha para o The New Yorker, Alexander Stille afirmou que "o tema central do argumento de Zemmour é a morte do pai, o fim de uma sociedade tradicional, hierárquica e autoritária, na qual os homens eram homens, as mulheres eram subordinadas, os gays estavam no armário e a França era uma potência mundial". Ele criticou o livro por repetir tropos da literatura declinista francesa e por usar uma estrutura que dá a ilusão de causalidade entre eventos diferentes, sem efetivamente prová-la. Stille também notou "uma inquietante tendência à misoginia" e uma obsessão pela virilidade. Ele concluiu que Zemmour exagera o declínio da França, observando que "a França não é mais um império, mas é um país próspero de médio porte com um padrão de vida extremamente alto. ... A França continua entre os vinte principais países em praticamente todas as medidas do Índice de Desenvolvimento Humano do Banco Mundial."
Na New York Review of Books, Mark Lilla chamou Zemmour de "demagogo", levando os defensores da política de direita "a uma desesperança indignada". Ele criticou o livro por não estabelecer uma conexão clara entre os seus diferentes temas e apenas insinuar que os diferentes tópicos estão conectados, além de confiar no afeto. No entanto, Lilla explicou o sucesso do livro tendo como pano de fundo os ataques terroristas na França e os relatos de jovens franceses deixando a França para se juntar ao ISIS. Ele também observou que algumas das ideias de Zemmour eram "simplesmente ecléticas demais para serem rotuladas": por exemplo, Le Suicide français critica o mundo corporativo por terceirizar empregos no exterior e "pressionar pela integração europeia completa", argumentos semelhantes aos do movimento antiglobalização de esquerda.
No Le Monde, Luc Bronner argumentou que o sucesso comercial do livro não foi tanto um reflexo da sua qualidade, mas de mudanças na sociedade francesa, cujos medos de "déclassement" e sentimentos de derrota foram refletidos na obra de Zemmour. Ele também afirmou que o sucesso do livro deve-se à sua capacidade de fornecer uma explicação clara e global para os problemas da França, numa sociedade que tem dificuldade em lidar com a complexidade do mundo e que carece de um projeto coletivo. Bronner também culpou as falhas do sistema educacional francês pelas crescentes desigualdades e pela falta de oportunidades experimentada por grande parte da população francesa.
O livro foi tema de um acalorado debate televisivo de uma hora entre Zemmour e os jornalistas Aymeric Caron e Léa Salamé no talk show On n'est pas couché em 6 de outubro de 2014. O debate obteve 6,4 milhões de visualizações no YouTube até 26 de outubro de 2024.
A exactidão de alguns dos números de Zemmour sobre a imigração tem sido questionada. O livro foi descrito pelo historiador Michael Burleigh como uma dramatização da tese da Eurábia de Bat Ye'or.